# Bernard Maybeck
Bernard Ralph Maybeck (New York, 1862 – Berkeley, 1957) è stato un architetto francese.
Utilizzò materiale prefabbricato unendo lo stile orientale e l'eclettismo occidentale. Fu autore di una chiesa della Christian Science (1910) e del Palace of Fine Arts di San Francisco (1915).